# ウラジーミル・スーズダリ大公国

ウラジーミル・スーズダリ
大公国
Северо-Восточная Русь

1237年の地図
（赤紫色がウラジーミル・スーズダリ大公国）

ウラジーミル・スーズダリ大公国（ウラジーミル・スーズダリたいこうこく）は、ルーシの公国の一つ。12世紀後半以後は大公国。現在のスーズダリ・モスクワなどを含む地域で、当時の辺境地であった北東ルーシに位置した。首府はウラジーミル。

## 概要
1054年、キエフ大公ヤロスラフ1世の死に際して大公国領が存命の息子たちに分配され、第四子フセヴォロド1世は南方のペレヤスラヴリに加えて古都ロストフ等を含むヴォルガ上流域の北東ルーシを獲得した。1097年、リューベチ諸公会議により諸公の勢力圏の現状維持が決議され、上記所領はフセヴォロド1世の長子ウラジーミル・モノマフ一門の世襲領となる。
モノマフの死後、北東ルーシは彼の子ユーリー・ドルゴルーキーが領してスーズダリを都とし、キエフ大公位争奪戦にも積極的に介入した。ユーリーの子アンドレイ・ボゴリュブスキーは都をスーズダリからクリャジマ河畔の新興都市ウラジーミルに移転して大公を称し、これによってこの領国はウラジーミル・スーズダリ大公国と呼ばれるようになった。アンドレイの異母弟フセヴォロド3世は大公国の権力強化に専念し、1195年にはルーシ諸公から公式にウラジーミル大公として認められたのである。ちなみに、ボロディンのオペラ『イーゴリ公』として有名な「イーゴリ遠征物語」の主人公イーゴリ公のモデルイーホル・スヴャトスラーヴィチが活躍したのは、フセヴォロド3世の時代である。これは、イーゴリ公とその2番目の妻ヤロスラヴナの愛と嘆きがオペラにされていることで有名である。諸公の抗争が頻繁な大公交代を招き権威を低下させるキエフに対し、ユーリーとアンドレイ、フセヴォロド3世の時代に北東ルーシは大きく発展し、キエフを含む南ルーシを凌ぐようになった。1212年、フセヴォロド3世は死去し子のユーリー2世が後継した。
1238年、モンゴル帝国のバトゥを総司令官としたヨーロッパ遠征軍が侵攻して来た（モンゴルのルーシ侵攻）。ユーリー2世は諸公の兵力をかき集めるためにウラジーミル大公国の首都ウラジーミルを出てロストフ及びヤロスラヴリを回り、兵を集めた。ウラジーミルの町についてはフセヴォロドやムスチスラフら息子に託した。しかしバトゥは首都ウラジーミルを攻撃して同地を占領し、ユーリー2世の一族はほとんど殺されてしまった。それを知ったユーリー2世は愕然とした。同年3月に北部のシチ川河畔でモンゴル軍はユーリーの軍に突撃してこれを殲滅し（シチ川の戦い）、ユーリー2世も壮烈な戦死を遂げた。ユーリー2世の死後、大公の位は弟のヤロスラフ2世が継ぎ、彼はモンゴル帝国に臣従することでウラジーミル公国の存続を図った。これにより、ウラジーミル大公国では以後、ジョチ・ウルスの支配のもとで「タタールのくびき」と呼ばれる時代を迎える。
ヤロスラフ2世の子、アレクサンドル・ネフスキーは智勇に優れた名将であり、ジョチ・ウルスから冊封を受け、臣従を誓う一方でスウェーデン軍やドイツ騎士団を破って大公国の権力・権威を拡大した。1263年、アレクサンドルが病死するとその弟に当たるヤロスラフ3世が継いだ。ヤロスラフ3世は兄の遺志を継いで富国強兵に励み、ウラジーミル大公国は大いに発展した。1271年、ヤロスラフ3世が死んで弟のヴァーシリーが後を継いだが、1276年に嗣子無くして没し、大公の位はアレクサンドルの系統に受け継がれることになった。当初はアレクサンドルの息子ドミトリー・アレクサンドロヴィチとアンドレイ・アレクサンドロヴィチが争い、その後も争いが長く続く中で、アレクサンドルの末子であるモスクワ公ダニール・アレクサンドロヴィチ（彼自身は大公にはならなかった）の血筋が主にモンゴルのハンから大公に任じられるようになっていく。そしてダニール公の息子ユーリー3世とイヴァン1世の時代にモスクワ大公国はロシア諸公の中でも強盛を誇る大国となったのである。ウラジーミル大公の位はモスクワ大公の位に兼任されることになったと考えていいかもしれない。

## 歴代大公
- アンドレイ1世（1157年 - 1174年）
- ミハイル（1174年、1175年 - 1176年）
- フセヴォロド3世（1176年 - 1212年）
- ユーリー2世（1212年 - 1216年）
- コンスタンチン（1216年 - 1218年）
- ユーリー2世（再承。1218年 - 1238年）
- ヤロスラフ2世（1238年 - 1246年）
- スヴャトスラフ3世（ロシア語版、英語版）（1246年 - 1248年）
- ミハイル・ホロブリト（ロシア語版、英語版）（1248年）
- アンドレイ2世（ロシア語版、英語版）（1248年 - 1252年）
- アレクサンドル・ネフスキー（1252年 - 1263年）
- ヤロスラフ3世（1263年 - 1271年）
- ヴァシーリー・ヤロスラヴィチ（1271年 - 1277年）
- ドミトリー・アレクサンドロヴィチ（1277年 - 1281年、1283年 - 1285年）
- アンドレイ・アレクサンドロヴィチ（1294年 - 1304年）
- ミハイル・ヤロスラヴィチ（1304年 - 1318年）
- ユーリー3世（1318年 - 1322年）
- ドミトリー・ミハイロヴィチ（1319年 - 1326年）
- アレクサンドル・ミハイロヴィチ（1326年 - 1327年）
- イヴァン1世（1328年 - 1340年）
- セミョーン（1340年 - 1353年）
- イヴァン2世（1353年 - 1359年）
- ドミトリー3世（ロシア語版、英語版）（1359年 - 1362年）
- ドミートリー・ドンスコイ（1362年 - 1389年）
- ヴァシーリー1世（1389年 - 1425年）
- ヴァシーリー2世（1425年 - 1462年）
- イヴァン3世（1462年 - 1505年）
- ヴァシーリー3世（1505年 - 1533年）
- イヴァン4世（1533年 - 1547年）